# にゃんにゃがにゃん
『にゃんにゃがにゃん』は、いわおかめめによる日本の漫画作品。

## 概要
漫画雑誌『ちゃお』にて、2006年6月号から8月号にかけて連載された。単行本はちゃおコミックスから全1巻。いずれも版元は小学館。
夢見がちな少女・ちえりが、魚を食べると黒猫に変身する少年・レンに振り回される様子を描いたもの。

## 書誌情報
- いわおかめめ『にゃんにゃがにゃん』小学館〈ちゃおコミックス〉全1巻、ISBN 4091306586
  - 本作品は全3話のため、表題作の他に短編作品3本も併せて収録されている。
  - 併録作品「猛獣使いのアリス」「LOVEちっく🖤怪盗ドロップ」「デートしたいお年頃」